# Суперкубок Данії з футболу 1996
Суперкубок Данії з футболу 1996 — 3-й розіграш турніру. Матч відбувся 3 вересня 1996 року між чемпіоном Данії «Брондбю» та володарем кубка Данії клубом «Орхус».
| Володар Суперкубка Данії 1996 |
| ----------------------------- |
|                               |
| «Брондбю» Дргуий титул        |

## Матч

### Деталі
| 3 вересня 1996 |

| Брондбю                                      | 4:0 | Орхус |
| -------------------------------------------- | --- | ----- |
| Санд 11' Меллер 23' Гансен 87' Торгерсен 90' |     |       |

| Брондбю, Бреннбю Глядачів: 3 139 |